# 襄垣城隍庙
襄垣城隍庙，位于山西省长治市襄垣县城内（古韩镇）第二小学，始建于明洪武三年（1370年），坐北朝南，占地面积6748平方米，现存山门、钟鼓楼、戏台和寝宫。正殿已于20世纪末拆除改建教学楼。

## 保护
2016年6月6日，襄垣城隍庙作为古韩镇古建筑群的一部分，公布为第五批山西省文物保护单位，编号5-76。